# 五島秀次
五島 秀次（ごしま ひでじ、1907年3月27日 - 1975年7月1日）は、日本の政治家。衆議院議員（1期）。

## 経歴
静岡県出身。静岡県議となり、五島漁網製造工場を経営、五島航空機、五島商事各(株)社長を歴任、静岡県野球連盟理事、金谷地区商工会長、金谷町体育協会長、などを務める。
1949年の第24回衆議院議員総選挙では静岡1区から民主自由党公認で立候補してトップ当選した。1952年の第25回衆議院議員総選挙には立候補しなかった。1975年死去。